# St. Wolfgang im Salzkammergut
St. Wolfgang im Salzkammergut je městys (Marktgemeinde) ve středním Rakousku, nacházející se v regionu Salzkammergut v Horním Rakousku. Město nese jméno po svatém Wolfgangovi z Řezna.

## Poloha
Město se nachází na severním břehu jezera Wolfgangsee v těsné blízkosti měst Strobl a St. Gilgen, která leží ve spolkové zemi Salcbursko. Město je situováno na úpatí hory Schafberg.

## Kultura
Turistické atrakce ve městě zahrnují Schafbergbahn, ozubnicovou dráhu vedoucí na vrchol hory Schafberg, a Hotel Im Weißen Rössl, známý také jako Hostinec U bílého koníčka, který má bohatou historii a spojení s operetou.

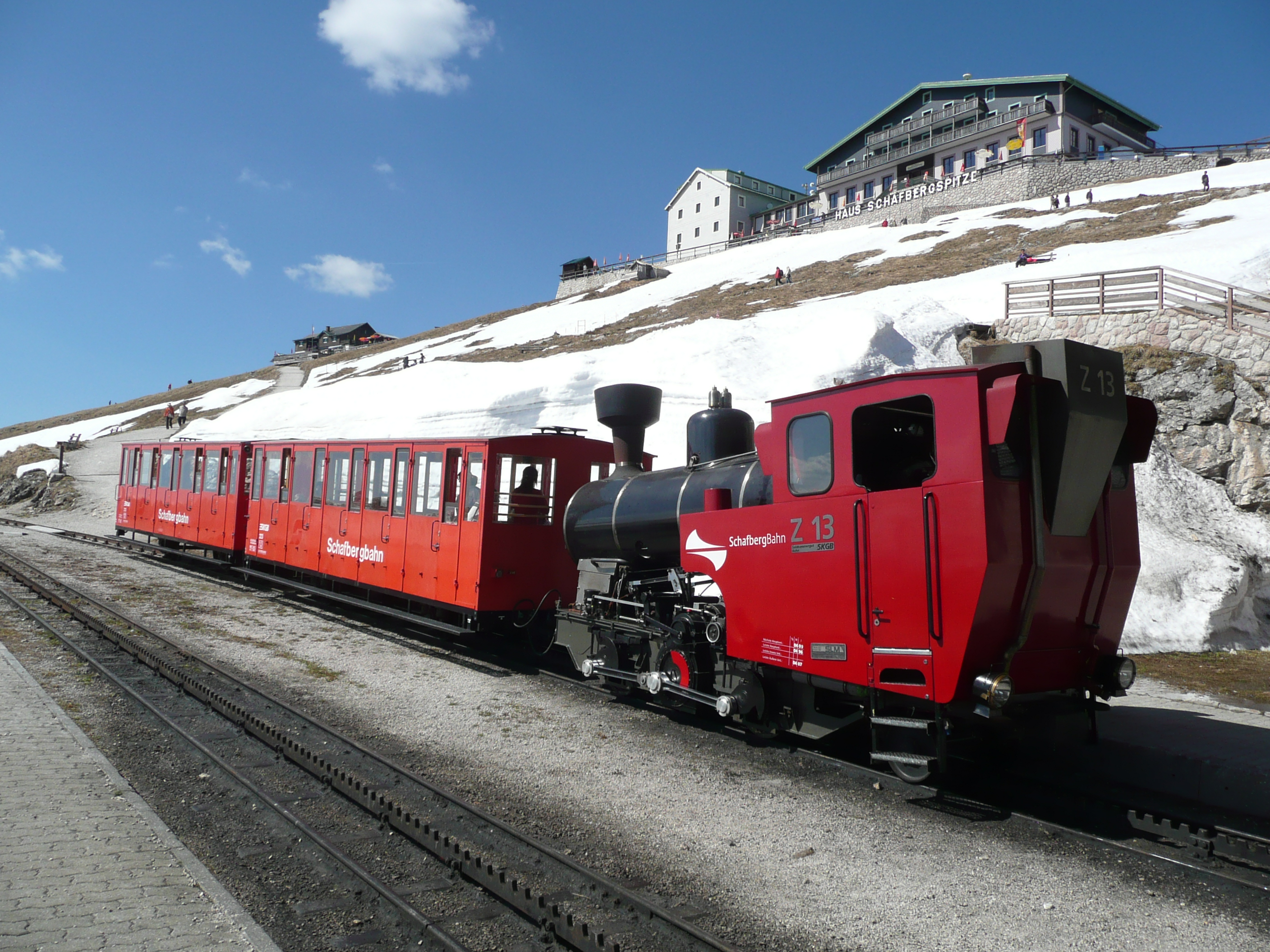
Schafbergbahn
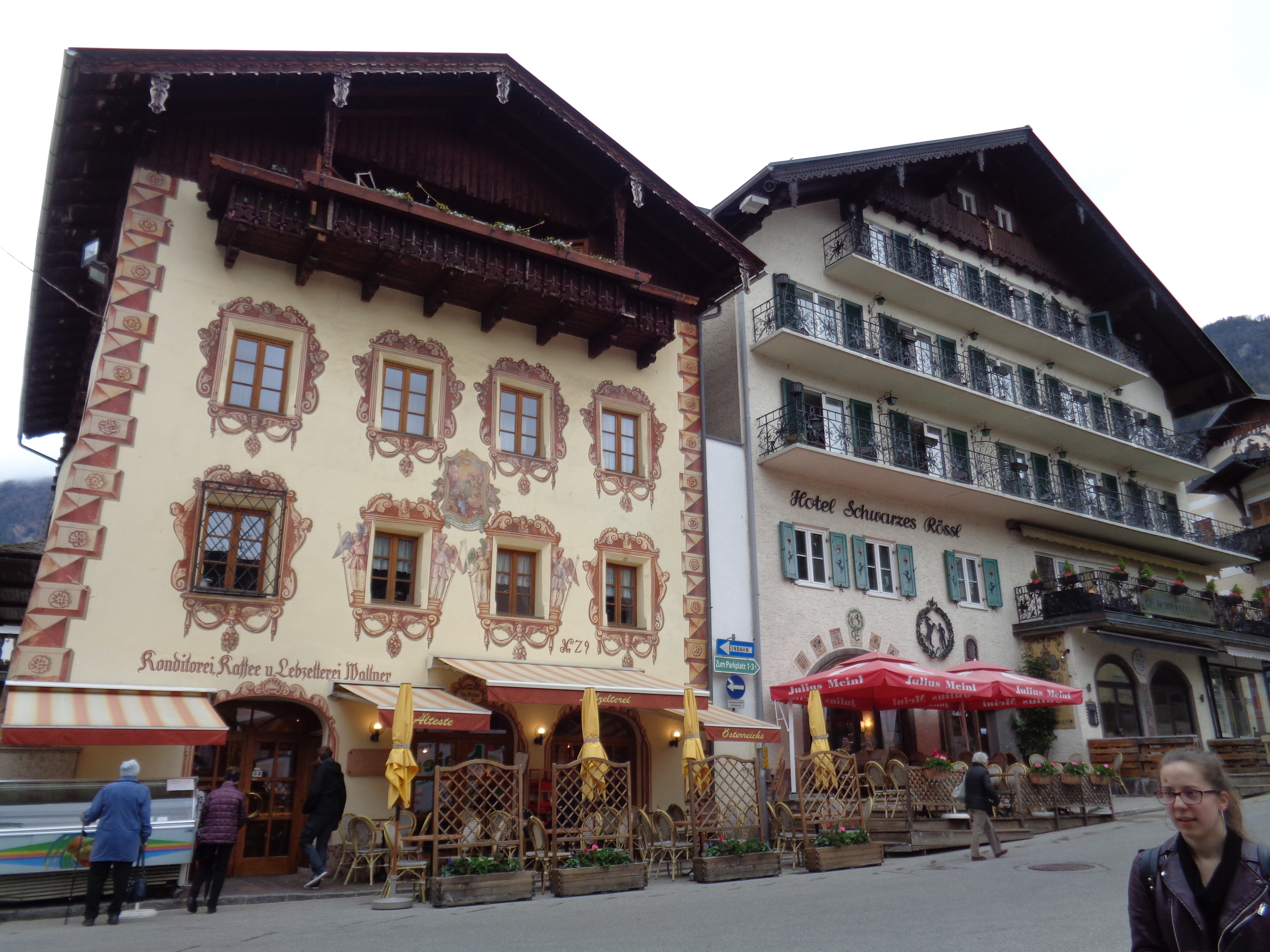
Budovy v centru města
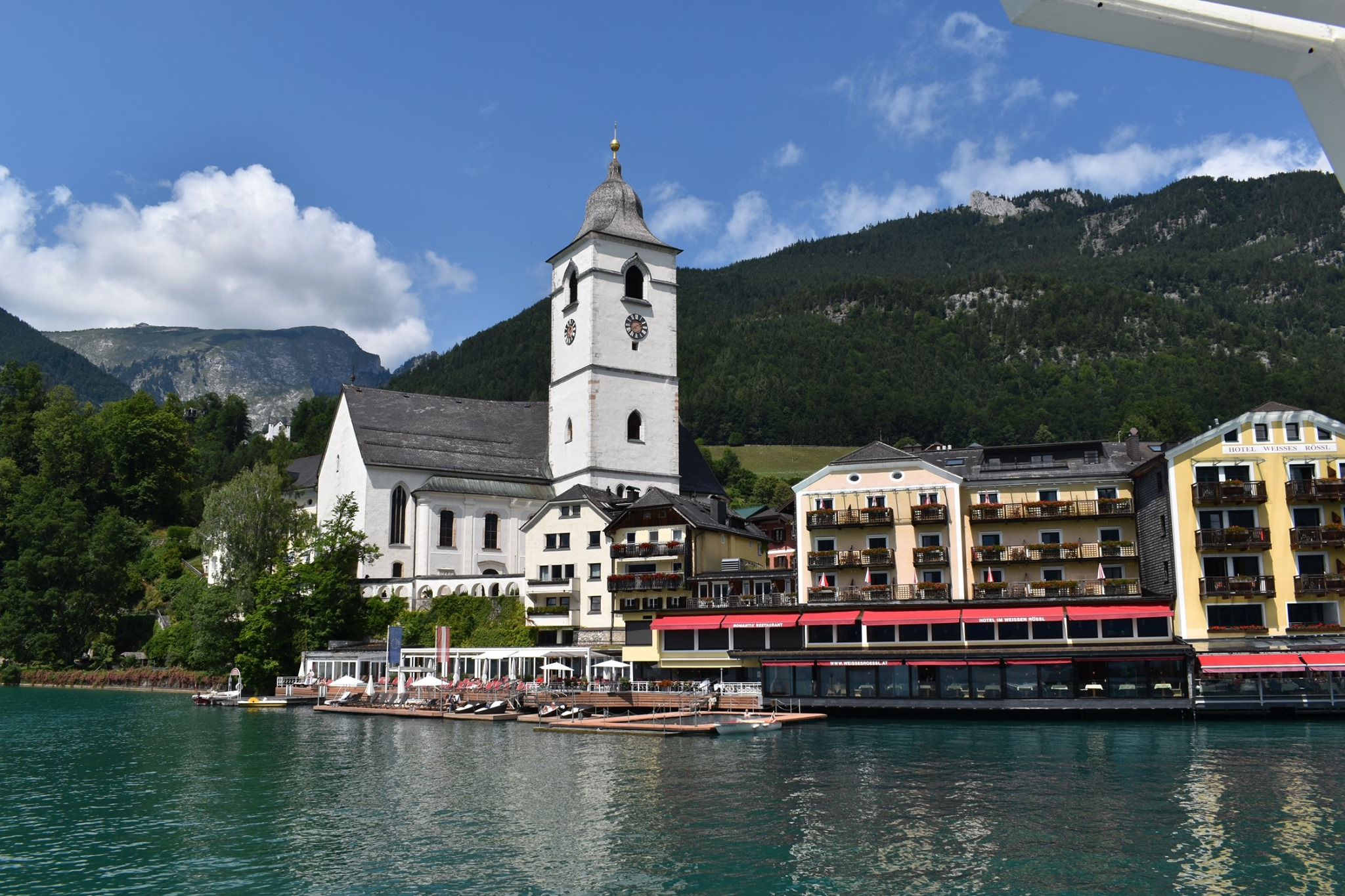
Farní kostel sv. Wolfganga

## Historie
Svatý Wolfgang postavil první kostel na břehu jezera Wolfgangsee poté, co se v roce 976 stáhl do nedalekého opatství Mondsee. Podle legendy hodil z hory sekeru, aby našel místo, a dokonce přesvědčil ďábla, aby přispěl na stavbu tím, že mu slíbil duši první živé bytosti, která by vstoupila do kostela. Ďábel byl však zklamán, protože prvním tvorem v kostele byl vlk. Po Wolfgangově svatořečení v roce 1052 se kostel stal významným poutním místem, jak je poprvé zmíněno v listině z roku 1183 papežem Luciusem III. V roce 1481 byl vybaven slavným Pacherovým polyptychem. Kolem kostela bylo od středověku několik míst k ubytování, zatímco hotel Im Weißen Rössl byl postaven až v roce 1878.
Během druhé světové války byl ve městě umístěn pobočný tábor koncentračního tábora Dachau.
Na místním hřbitově, který se rozkládá zhruba 700 metrů od kostela, jsou pohřbeni:
- Emil Jannings (1884–1950), držitel prvního Oscara
- Ralph Benatzky (1884–1957), česko-rakouský operetní skladatel
- Rudolf Nierlich (1966–1991), trojnásobný mistr světa v alpském lyžování